# 1176
1176 (MCLXXVI) je bilo prestopno leto, ki se je po julijanskem koledarju začelo na četrtek.

## Dogodki

### Evropa

#### Peta italijanska odprava 1174-76
- Začetek leta se nadaljuje s pripravami na neizbežen spopad med vojsko rimsko-nemškega cesarja Friderika I. Barbarosse in Lombardsko zvezo, konfederacijo severnoitalijanskih mest.
- april - Iz Nemčije pridejo velike vojaške okrepitve, večinoma vitezov. Lombardska zveza uspe organizirati manjše sile, a med njimi izstopa en oddelek, ti. Združba Smrti, okoli 300 formiranih prostovoljnih pešakov in 900 lahkih konjenikov, ki jih v boju odlikujeta fanatizem in nepopustljivost.↓
- 29. maj → Bitka pri Legnanu - Odločujoča zmaga Lombardske lige proti vojski cesarja Barbarosse, ki se je bil z razpoložljivimi silami umikal proti Pavii, da bi se združil s pravkar prispelo vojsko iz Nemčije. Bitko odloči prav Združba smrti, ki se je formirala v falango in vzdržala napad cesarske težke konjenice, preden se je lombardska lahka konjenica regrupirala in udarila v hrbet cesarski vojski ter direktno v cesarja Friderika Barbarosso. ↓
- → Razbežala cesarska vojska se zbira v Pavii in cesar Barbarossa je razglašen za mrtvega. Pred vrati Pavie se lažje ranjen pojavi šele po treh dneh. Cesarska oblast v Lombardiji je zlomljena in avtonomne mestne republike lahko v polni meri uveljavijo svojo politično samostojnost. 1177 ↔
  - S porazom pri Legnanu postane politično odvečen protipapež Kalist III.

#### Ostalo po Evropi
- 13. maj - Po smrti (zgornje)lotarinškega vojvode Matije I. nasledi vojvodino Zgornjo Loreno sin Simon II.
- 20. junij - Umrlega velikega kneza Vladimir-Suzdala Mihaela Vladimirskega nasledi brat Vsevolod Veliko gnezdo.
- 25. december - Prvi valižanski pesniški festival Eisteddfod na dvoru valižanskega kralja Rhysa ap Gruffydda, ki je vodil še ostanek žepne kraljevine Deheubarth sredi anglonormanske Zahode Marke (West Marches). Festival je še danes najpomembnejši valižanski vsakoletni kulturni dogodek.
- Angleški kralj Henrik II. zaradi ponovnega porasta kriminalitete v letih upora sinov še dodatno razširi in razdeli pristojnosti posameznih sodnikov. Za hujše zločine je kazen telesna, kar pomeni odsek uda, odvisno od zločina (npr. ponarejanje, tatvina - zapestje desnice).
- Škotski Aberdeen dobi status kraljevega mesta.
- Začetek gradnje Londonskega mostu, tokrat iz kamna. Gradnja traja do leta  → 1209.
- Papež Aleksander III. potrdi pravila Kartuzijanov.
- Francoski pesnik Chrétien de Troyes dokonča viteški roman v verzih Cligès.
- Do tal pogori Strasbourška katedrala. Nova je dokončana šele leta → 1439.

### Bližnjevzhodni teater

#### Bizantinsko cesarstvo in Sultanat Rum
- Bizantinski cesar Manuel I. Komnen se z več kot 30.000 glavo vojsko odpravi v vojno nad ikonijske Seldžuke Sultanata Rum, ki jih vodi sultan Kilidž Arslan II.. Cilj je zavzeti prestolnico Ikonium in streti Seldžuke enkrat za vselej. ↓
- 17. september → Bitka pri Miriokefalonu: Seldžuki iz vnaprej pripravljene zasede premagajo bizantinsko vojsko Manuela Komnena ter zasežejo oblegovalne naprave. Po krvavi bitki so izgube na obeh straneh hude in zato Seldžuki iznakazijo vsa trupla, da bi otežili preštevanje bizantinskih žrtev.↓
- → Po zmagi Kilidž Arslan omogoči prosti umik cesarske vojske z zavezo o nenapadanju. Možnosti za nov sporazum potem uničijo nomadska turška plemena, nad katerimi ima sultan le malo oblasti. Med vračanjem napadajo bizantinsko vojsko.

#### Sirija in Egipt
- Nadaljujejo se priprave na ponoven oborožen spopad sultana Sirije in Egipta Saladina in edinega močnejšega predstavnika poražene dinastije Zengidov Saifa ad-Dina II.. Slednji je ponovno poražen severozahodno od Alepa in tudi tokrat pobegne.
- 15. maj - Obleganje utrdbe Azaz, ki jo še posedujejo zengidske sile.
- 22. maj - Ponoven vdor Asasinov v Saladinov tabor. Saladin komaj uide smrti in sklene z Asasini obračunati enkrat  za vselej.
- 21. junij - Utrdba Azaz se preda, Saladin se vrne v Alep. V zameno za priznanje zvestobe preda odstavljenemu emirju As-Salihu in njegovemu regentu Gumuštiginu guvernersko oblast v mestu. Saladinovemu imperiju se prostovoljno priključijo še sosednji manjši zavezniki Alepa.
- avgust - Saladin napade središče moči Asasinov, gorovje Ansarija, kjer oblega utrdbo Masyaf. Potem ko opostoši okolico, obleganje opusti.
  - Ni povsem gotovo, kaj se je zgodilo. Ker po tem obleganju ni večjih konfliktov med Saladinom in Asasini, je verjetno, da so sklenili dogovor o sodelovanju, kar je bilo v interesu Saladina, da bi osamil križarje.
- Med Saladinovo odsotnostjo Al-Adil, njegov brat in guverner Egipta, krvavo zatre upor krščanskih koptov v mestu Qift.
- 22. september - Saladin se vrne v Egipt in prične z obsežnimi javnimi deli z obnovo Kaira ter utrjevanjem, ki je bolj namenjeno odvrašanju napadov puščavskih beduinov kot potencialno invazijo križarjev.

#### Kraljevina Jeruzalem
- oktober - Poroka med montferraškim markizem Vilijemom, ožjim sorodnikom francoskega kralja in rimsko-nemškega cesarja, in princeso Sibilo. Markiz Montferraški postane s poroko najverjetnejši naslednik gobavega mladega kralja Baldvina IV.
  - Jeruzalemski regent Rajmond III. podeli Vilijemu Montferraškemu grofiji Jaffa in Askalon.
- Po 16. letih ujetništva je iz zapora proti 500 kilogramov zlata težki odkupnini izpuščen Rejnald Chatillionski, bivši antiohijski knez. Ni povsem gotovo, kdo je prispeval zahtevano vsoto: njegovi podporniki ali bizantinski cesar Manuel Komnen. Rejnald se nemudoma povzpne na vodilne položaje v kraljevini. 1177 ↔
- Na drugo obletnico varstva pod regentstvom podeli Visoko sodišče (Haute Cour) polna pooblastila 15. letnemu gobavemu kralju Baldvinu IV.
  - Baldvin IV. med prvimi ukrepi razveljavi dogovore o miru s Saladinom, ki jih je vodil regent Rajmond III. Tripolitanski.
  - Na diplomatsko misijo v Konstantinopel pošlje Rejnalda Chatillionskega, da bi zaprosil cesarja Manuela za pomoč pri načrtovani invaziji na Egipt. 1177 ↔

### Japonska
- 23. avgust - Umrlega 11. letnega japonskega cesarja Rokudža nasledi cesar Takakura, 80. po seznamu. Dejansko oblast še vedno vodi 77. cesar Go-Širakava.
- Japonski kipar Unkei dokonča kip Nebeškega Bude Dainiči Njorai.

## Rojstva
- 15. oktober - Leopold VI., vojvoda Štajerske in Avstrije († 1230)

Neznan datum
- Adolf VI., grof Berga († 1218)
- Eleazar iz Wormsa, nemški rabin, kabalist († 1238)
- Henrik Flandrijski, latinski cesar Konstantinopla († 1216)
- Fudživara Nobuzane, japonski slikar († 1265)
- Subedej, mongolski general († 1248)
- Ulrik II. Spanheimski, koroški vojvoda († 1202)
- William Longespée, angleški plemič, nezakonski sin Henrika II., 3. grof Salisbury († 1226)

## Smrti
- 20. april - Richard de Clare, angleški plemič, 2. grof Pembroke (* 1130)
- 13. maj - Matija I., vojvoda Zgornje Lorene (* 1119)
- 20. junij - Mihael Vladimirski, veliki knez Vladimir-Suzdala
- 23. avgust - cesar Rokudžo, 79. japonski cesar (* 1164)

Neznan datum
- Rosamund Clifford, ljubica angleškega kralja Henrika II. (* 1150)